# Retrograde cricopharyngeale disfunctie

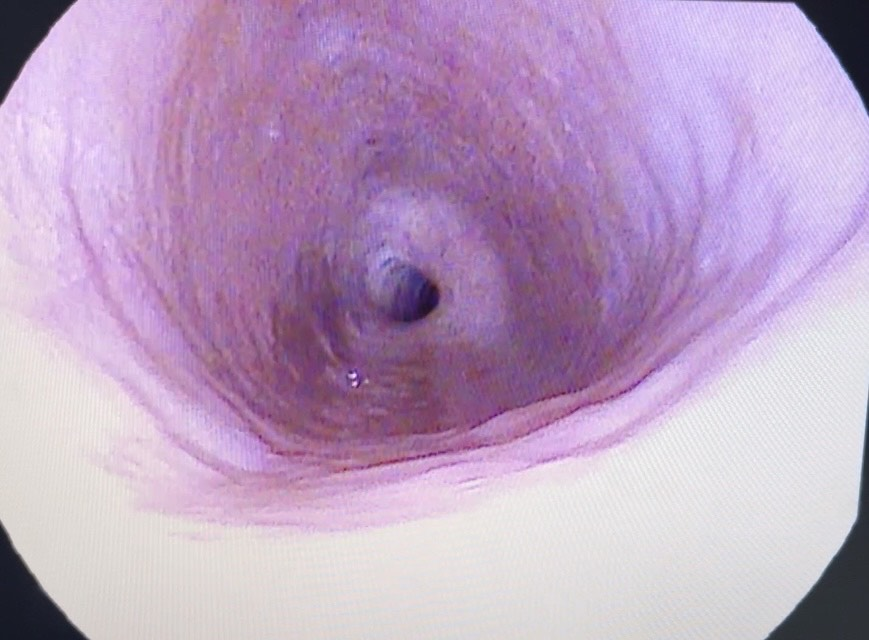
Een wijde slokdarm door ingesloten lucht. Dit komt vaak voor bij R-CPD en veroorzaakt pijn op de borst, gorgelende geluiden en andere symptomen. Dit werd gedaan met behulp van een KNO-scoop zonder ingeblazen lucht.

Retrograde cricopharyngeale dysfunctie (R-CPD) is een medische aandoening die voor het eerst werd geïdentificeerd door dr. Robert Bastian van het Bastian Voice instituut, waarbij mensen niet kunnen boeren. Sommige mensen met deze aandoening kunnen ook niet of slechts met grote moeite overgeven. Het is een levenslang probleem dat zich meestal voor het eerst in de adolescentie voordoet, maar soms ook al vanaf de kindertijd. De meeste mensen met deze aandoening klagen ook over een opgeblazen gevoel, gorgelende geluiden uit de keel, veel winderigheid en een slechte tolerantie voor koolzuurhoudende dranken. Veel patiënten ervaren een opvallende opgezette buik. Zowel mannen als vrouwen zeggen dat ze er aan het eind van de dag uitzien alsof ze zes maanden zwanger zijn. Doordat er gedurende de nacht lucht wordt afgevoerd, zal de buik er 's ochtends normaler uitzien.
De cricopharyngeus-spier of de bovenste slokdarmsluitspier genoemd is een cirkelvormige spier aan de basis van de keel, achter het strottenhoofd . De spier is altijd gesloten (trekt actief samen) en staat open om te slikken of om de druk in de slokdarm te verlichten door te boeren of te braken. Bij R-CPD is de slikfunctie van de spier normaal, maar reageert deze niet op de druk in de slokdarm.
De diagnose R-CPD wordt voornamelijk gesteld door een positieve match van duidelijke symptomen. Bij veel patiënten wordt pas na jaren van testen en mislukte behandelingen voor gastronomische aandoeningen zoals refluxziekte, aerofagie, galblaasdisfunctie en PDS, een nauwkeurige diagnose van R-CPD gesteld.

## Behandelingen
De eerste behandeling van R-CPD is injectie van botox in de cricopharyngeus-spier. Botox verzwakt of verlamt de spier tijdelijk. De directe effecten van botox duren gemiddeld drie maanden. Bij de meeste patiënten met R-CPD zal een injectie met botox in de cricopharyngeus-spier de symptomen doen verdwijnen. Bij velen houdt het effect langer dan de eerste drie maanden aan. 30% van de patiënten meldt dat ze na de injectie moeite hebben met slikken. Dit verdwijnt meestal na de eerste 3-4 weken.
De eerste behandeling vindt meestal plaats onder algehele narcose . De procedure duurt 15-20 minuten en veroorzaakt lichte keelpijn. Het effect van botox duurt gemiddeld drie dagen en de meeste patiënten met succesvolle resultaten melden dat ze al op de vijfde dag na de behandeling kunnen boeren. Vervolginjecties kunnen worden overwogen en onder plaatselijke verdoving worden toegediend.
Er bestaan ook een poliklinische behandeling, waarbij vanaf de buitenkant van de nek de Botox bij bewustzijn geïnjecteerd wordt met behulp van eenelektromyogram. Het voordeel hiervan is dat de kosten lager liggen voor de behandeling, deze behandeling sneller verloopt en na de behandeling zijn dag zonder problemen kan voortzetten.
Een gedeeltelijke wegname van de spier is een alternatief als de injectie niet succesvol is. 

### Behandelingssucces
Uit een onderzoek uit 2022 bleek dat de behandeling met botox 88,2% effectief was. De meest voorkomende bijwerking in het onderzoek was een lichte en tijdelijke moeilijkheid om te slikken, die vanzelf verdween. Dit had betrekking op 30,6% van de deelnemers. 
Bij een klein percentage van de patiënten is een vervolginjectie met Botox nodig voor blijvende resultaten.